# Sanctuaires des pandas géants du Sichuan
Les sanctuaires du grand panda du Sichuan (chinois simplifié : 四川大熊猫栖息地 ; chinois traditionnel : 四川大熊貓棲息地 ; pinyin : Sìchuān Dàxióngmāo Qīxīdì) sont situés dans le Xian de Wenchuan placé sous la juridiction de la préfecture autonome tibétaine et qiang d'Aba au sud-ouest de la province de Sichuan en Chine.
Ils sont le foyer de plus de 30 % des pandas géants et parmi les sites de reproduction les plus importants. Le site couvre 9 245 km2 avec sept réserves naturelles et neuf parcs paysagers dans les montagnes de Qionglai et de Jiajin.
Avec les pandas géants, le sanctuaire est un refuge pour d'autres espèces menacées tel que le panda rouge, l'once, la panthère nébuleuse. En dehors de la forêt tropicale humide, la flore y est exceptionnellement riche et diversifiée et le sanctuaire abrite entre 5 000 et 6 000 espèces végétales. Il a été remarqué que la région est identique aux forêts paléotropicales de l'ère tertiaire.
Les sanctuaires des pandas géants de Sichuan regroupent sept réserves naturelles et neuf parcs paysagers.
- Sept réserves naturelles :
  - Réserve naturelle de Wolong (卧龙自然保护区)
  - Réserve naturelle de Fengtongzhai (蜂桶寨自然保护区)
  - Réserve naturelle du Mont Siguniang (四姑娘山自然保护区)
  - Réserve naturelle de Laba River (喇叭河自然保护区)
  - Réserve naturelle de Heishui (黑水河自然保护区)
  - Réserve naturelle de Jintang-Kongyu (金汤 — 孔玉自然保护区)
  - Réserve naturelle de Caopo (草坡自然保护区)

- Neuf parcs paysagers :
  - Parc national du système d'irrigation de Dujiangyan du mont Qingcheng (青城山 — 都江堰风景名胜区)
  - Parc national du mont Tiantai (天台山风景名胜区)
  - Parc national du mont Siguniang (四姑娘山风景名胜区)
  - Parc national du mont enneigé Xiling (西岭雪山风景名胜区)
  - Parc national de la vallée Jiulong du mont Jiguan (鸡冠山 — 九龙沟风景名胜区)
  - Parc national du mont Jiajin (夹金山风景名胜区)
  - Miyaluo (米亚罗风景名胜区)
  - Parc national du grand pic enneigé du mont Lingjiu (灵鹫山 — 大雪峰风景名胜区)
  - Parc national du mont Erlang (二郎山风景名胜区)